# Dominic Cummings
Dominic Mckenzie Cummings (Durham, 25 de noviembre de 1971) es un estratega político británico, consejero jefe del primer ministro del Reino Unido, Boris Johnson. Es licenciado en Historia Antigua y Moderna por Oxford y habla ruso.

## Carrera
Del 2007 al 2014 fue asesor especial del entonces secretario de Educación, Michael Gove. En 2015–16 fue director de campaña de Vote Leave, una organización favorable a la salida del Reino Unido de la Unión Europea que participó activamente en la campaña del referéndum del 2016 sobre este tema. Fue el hombre detrás de eslóganes como "Take back control" (Recuperemos el control) o de la promesa de recuperar “350 millones de libras semanales para el Servicio Nacional de Salud” en caso de salida de la Unión Europea. En julio de 2019, el nuevo primer ministro, Boris Johnson, lo nombró para el cargo de asesor especial del gobierno hasta noviembre de 2020.